# Rouvray-Saint-Florentin

Rouvray-Saint-Florentin este o comună în departamentul Eure-et-Loir, Franța. În 1 ianuarie 2018 avea o populație de 206 de locuitori.